# Адріан Фрутігер

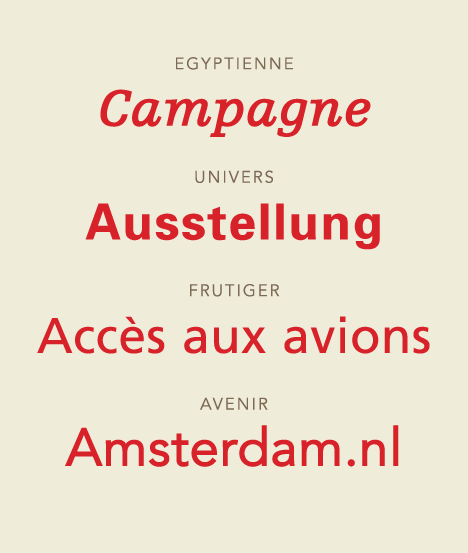
Приклади деяких шрифтів, створених Фрутігером

А́дріан Фру́тігер (нім. Adrian Frutiger, ˈfʁuːtɪˌgər) (нар. 24 травня 1928, Унтерзеен — пом. 10 вересня 2015, Бремгартен-бай-Берн, Швейцарія) — швейцарський дизайнер-шрифтовик, що належить до найвизначніших представників швейцарської школи типографії XX та XXI ст.

## Біографія
Фрутігер був сином ремісника. Після закінчення навчання на набірника в друкарні Interlakner Buch und Kunstdruckerei Otto Schlaefli (сьогодні Verlag Schlaefli & Maurer AG) та закінчення школи мистецького ремесла (1949—1951) в Альфреда Вілліманна та Вальтера Кеха (дипломна робота: «Європейский розвиток шрифтів від лапідарної грецької абетки до шрифтів Відродження») Фрутігер спочатку працював графіком у Цюриху. 1952 року він став робітником паризької словолитні Deberny & Peignot, 1962 року Фрутігер разом із Бруно Пфеффлі й Андре Гюртлером заснував власне графічне ательє в Аркеї біля Парижа. Поза роботою, він також викладав протягом декількох років у École Estienne та École Nationale Supérieure des Arts Décoratifs. З 1992 року Фрутігер жив у Бремгартені біля Берна.
Два його найвідоміші шрифти — некарбована лінійна антиква Univers і створений для паризького міжнародного аеропорту імені Шарля де Голля Roissy, рання форма шрифта Frutiger. Поза цим Фрутігер створив численні інші шрифти, такі як Avenir, Centennial, Iridium, Meridien і Serifa. Його шрифти OCR-B, оптимовані для читання, 1973 року стали стандартом ISO.
Рутігер описав створення шрифтів без засічок як «основну роботу всього життя», пояснивши це складністю їхнього дизайну порівняно зі шрифтами із засічками.

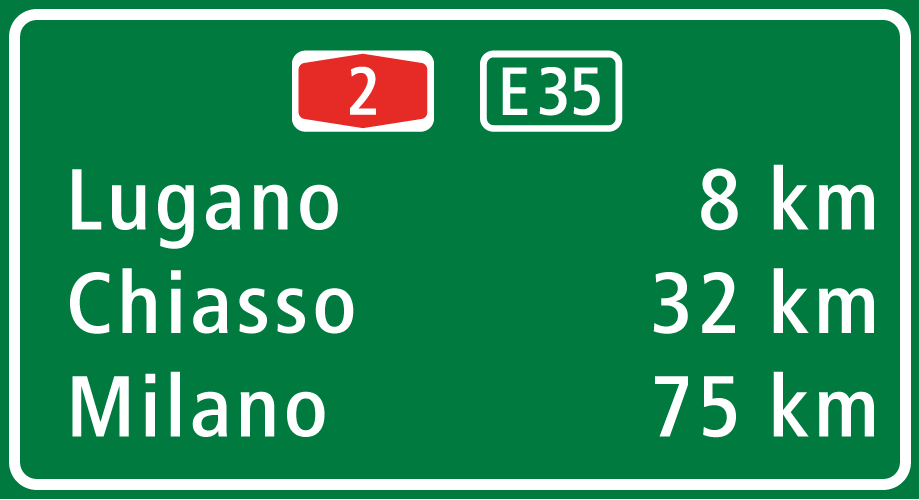
Швейцарський дорожній знак підтвердження напрямку. Написи використовують шрифт ASTRA Frutiger Autobahn

Книга Фрутігера 1978 року «Людина та її знаки» вважається фундаментальною працею теорії знаків для практичного графічного застосування, наприклад, для створення логотипа. Книга перекладена та оприлюднена сімома мовами.
З 2003 року дорожні знаки у Швейцарії використовують шрифти ASTRA-Frutiger Standard і ASTRA-Frutiger Autobahn.

## Родина
Фрутігер був двічі одружений. Його перша дружина, Полетт Флюкігер, померла 1954 року після народження їхнього сина Стефана.
1955 року Фрутігер одружився з Сімоною Бікель, яка померла 2008 року. Обидві доньки від цього шлюбу, Анна-Сильвія та Аннік, скоїли суїцид у 16 і 20 років відповідно. Для вшанування їхньої пам'яті батьки заснували фонд «Fondation Adrian et Simone Frutiger», що опікується нейропсихологічними та нейропсихіатричними дослідженнями.

## Шрифти, розробені Фрутігером
- Apollo
- ASTRA Frutiger Standard
- ASTRA Frutiger Autobahn
- Avenir
- Avenir Next
- Breughel LT
- Linotype Centennial
- Linotype Didot
- Egyptienne F
- Frutiger
- Frutiger Serif
- Frutiger Stones
- Frutiger Symbols
- Frutiger Next (разом із Еріком Фаульгабером)
- Glypha
- Herculanum
- Icone LT
- Iridium LT
- Meridien
- Nami
- Neue Frutiger (разом із Акірою Кобаясі)
- OCR-B
- Ondine
- Pompeijana
- President
- Roissy
- Serifa
- Univers
- Vectora
- Versailles
- Westside

## Почесні звання та нагороди
- 1986: Gutenberg-Preis спілки Gutenberg-Gesellschaft e. V.
- 1987: Type Directors Club Medal нью-йоркського Type Directors Club
- 2006: Sota-Award за весь внесок протягом життя
- 2007: Preis Designer 2007 Департаменту культури Швейцарської Конфедерації за формування вигляду довкілля для мільйонів осіб
- 2013: Kulturpreis des Berner Oberlandes за весь внесок протягом життя

## Список робіт
- Der Mensch und seine Zeichen. Textbearbeitung von Horst Heiderhoff. 3 Bände. D. Stempel, Frankfurt am Main 1978/1979/1981; Kurzfassung: Marix, Wiesbaden 2006, ISBN 3-86539-907-X.
- Type, Sign, Symbol. ABC, Zürich 1980 (englisch, deutsch, französisch).
- Ein Leben für die Schrift. Schlaefli & Maurer, Interlaken 2003, ISBN 3-85884-015-7.
- Nachdenken über Zeichen und Schrift. Haupt, Bern 2005, ISBN 3-258-06811-9.
- Symbole. Geheimnisvolle Bilder-Schriften, Zeichen, Signale, Labyrinthe, Heraldik. Haupt, Bern 2008, ISBN 978-3-258-07323-1.